# Verwaltungsgemeinschaft Elster-Seyda-Klöden
Die Verwaltungsgemeinschaft Elster-Seyda-Klöden bestand aus den Gemeinden Elster (Elbe), Gadegast, Gentha, Klöden, Listerfehrda, Mellnitz, Morxdorf, Naundorf bei Seyda, Rade, Schützberg und Zemnick sowie der Stadt Seyda im sachsen-anhaltischen Landkreis Wittenberg zusammengeschlossen. Der Verwaltungssitz war Seyda. 

## Geschichte
Die Verwaltungsgemeinschaft entstand irgendwann aus den Verwaltungsgemeinschaften Elster und Seyda (Namen unklar). Am 1. März 2004 wurden die Gemeinden Gentha, Mellnitz und Morxdorf sowie die Stadt Seyda in die Stadt Jessen (Elster) eingemeindet. Am 1. Juli 2004 wurde die Gemeinde Rade in dieselbe Stadt eingemeindet, sodass die VG nur noch aus 6 Gemeinden bestand. Am 1. Januar 2005 wurde die VG mit den Verwaltungsgemeinschaften Mühlengrund, Südfläming und Zahna zur neuen Verwaltungsgemeinschaft Elbaue-Fläming zusammengelegt.